# Azuré du Maghreb
Lysandra punctifera
Espèce
L’Azuré du Maghreb (Lysandra punctifera) est une espèce nord-africaine de lépidoptères (papillons) de la famille des Lycaenidae et de la sous-famille des Polyommatinae.

## Description
L'imago de Lysandra punctifera est un petit papillon qui présente un dimorphisme sexuel : le dessus du mâle est bleu clair avec des points foncés submarginaux bien visibles à l'aile postérieure, tandis que celui de la femelle est brun, plus ou moins suffusé de bleu, et bordé d'une série de taches submarginales orange surmontant des points marginaux noirs. 
Les deux sexes ont les ailes bordées d'une frange blanche entrecoupée de noir.
Le revers des ailes est gris-beige ou ocre, orné de séries de points foncés cerclés de blanc et d'une série de taches submarginales orange (présente uniquement aux ailes antérieures chez le mâle).

## Systématique
Le taxon actuellement connu sous le nom de Lysandra punctifera a été décrit par l'entomologiste français Charles Oberthür en 1876 en tant que Lycaena adonis var. punctifera (c'est-à-dire en tant que variété de l'espèce actuellement appelée Lysandra bellargus), avec pour localité type Lambèse, en Algérie,. 
Il a ensuite été reconnu comme une espèce distincte, qui remplace l'espèce eurasiatique L. bellargus en Afrique du Nord.
Aujourd'hui placée dans le genre Lysandra, cette espèce est parfois encore citée sous les anciennes combinaisons Polyommatus punctifera (ou punctiferus, ou punctifer) ou Meleageria punctifera.
Au sein du genre Lysandra, l'espèce la plus étroitement apparentée à L. punctifera est L. bellargus, absente du Maghreb mais répandue sur le continent européen jusqu'au Sud de l'Espagne, qui peut lui ressembler morphologiquement mais diffère par ses pièces génitales et son nombre de chromosomes,.

## Noms vernaculaires
- En français : l’Azuré du Maghreb[5].
- En anglais : Spotted Adonis Blue[2].

## Biologie

### Voltinisme
L'espèce vole en deux générations, généralement en mai-juin puis fin août-septembre.

### Plantes-hôtes et myrmécophilie
Ses plantes-hôtes sont Hippocrepis scabra et des  Onobrychis,.
Les chenilles sont prises en charge par des fourmis des espèces Monomonium salomonis et Crematogaster scutellaris.

## Distribution et biotopes
Lysandra punctifera est présent au Maghreb, plus précisément au Maroc, en Algérie et en Tunisie,.
L'espèce réside dans les lieux fleuris, les vallons herbus et les pentes sèches entre 700 et 2 800 m d'altitude.

## Protection
Pas de statut de protection particulier[réf. souhaitée].